# Open de Rouen 2024
Open de Rouen 2024 (cunoscut și sub numele de Open Capfinances Rouen Métropole din motive de sponsorizare) a fost un turneu profesionist de tenis feminin care s-a jucat pe terenuri de zgură acoperite. A fost cea de-a treia ediție a turneului și a făcut parte din turneele WTA 250 din circuitul WTA 2024 (o îmbunătățire față de statutul de turneu WTA 125 pentru cele două ediții anterioare). A avut loc la Complexul Sportiv Kindarena din Rouen, Franța, între 15 și 21 aprilie 2024.

## Campioni

### Simplu
Pentru mai multe informații consultați Open de Rouen 2024 – Simplu

### Dublu
Pentru mai multe informații consultați Open de Rouen 2024 – Dublu

## Puncte și premii în bani

### Distribuția punctelor
| Probă  | C   | F   | SF | QF | Runda 2 | Runda 1 | Q   | Q2  | Q1  |
| Simplu | 250 | 163 | 98 | 54 | 30      | 1       | 18  | 12  | 1   |
| Dublu  | 250 | 163 | 98 | 54 | 1       | N/A     | N/A | N/A | N/A |

### Premii în bani
| Probă  | C        | F        | SF       | QF      | Runda 2 | Runda 1 | Q2      | Q1      |
| Simplu | 30.650 € | 18.110 € | 10.100 € | 5.750 € | 3.512 € | 2.512 € | 1.860 € | 1.200 € |
| Dublu* | 11.150 € | 6.270 €  | 3.600 €  | 2.250 € | 1.652 € | N/A     | N/A     | N/A     |

*per echipă